# AHL 1945/46
Die Saison 1945/46 war die zehnte reguläre Saison der American Hockey League (AHL). Während der regulären Saison bestritten die acht Teams der Liga jeweils 62 Spiele. Die sechs besten Mannschaften der AHL spielten anschließend in einer Play-off-Runde um den Calder Cup.

## Teamänderungen
Folgende Änderungen wurden vor Beginn der Saison vorgenommen:
- Die New Haven Eagles nahmen nach zweieinhalb Jahren den Spielbetrieb wieder auf

## Reguläre Saison

### Abschlusstabellen
Abkürzungen: GP = Spiele, W = Siege, L = Niederlagen, T = Unentschieden, OTL = Niederlage nach Overtime, GF = Erzielte Tore, GA = Gegentore, Pts = Punkte
Erläuterungen: In Klammern befindet sich die Platzierung innerhalb der Conference; _ = Playoff-Qualifikation, _ = Division-Sieger, _ = Conference-Sieger

#### Reguläre Saison
| East Division    | GP | W  | L  | T  | GF  | GA  | Pts |
| ---------------- | -- | -- | -- | -- | --- | --- | --- |
| Buffalo Bisons   | 62 | 38 | 16 | 8  | 270 | 196 | 84  |
| Hershey Bears    | 62 | 26 | 26 | 10 | 213 | 221 | 62  |
| Providence Reds  | 62 | 23 | 33 | 6  | 221 | 254 | 52  |
| New Haven Eagles | 62 | 14 | 38 | 10 | 199 | 263 | 38  |

| West Division         | GP | W  | L  | T  | GF  | GA  | Pts |
| --------------------- | -- | -- | -- | -- | --- | --- | --- |
| Indianapolis Capitals | 62 | 33 | 20 | 9  | 286 | 238 | 75  |
| Pittsburgh Hornets    | 62 | 30 | 22 | 10 | 262 | 226 | 70  |
| Cleveland Barons      | 62 | 28 | 26 | 8  | 269 | 254 | 64  |
| St. Louis Flyers      | 62 | 21 | 32 | 9  | 198 | 266 | 51  |

### Beste Scorer
Abkürzungen: GP = Spiele, G = Tore, A = Assists, Pts = Punkte, +/- = Plus/Minus, PIM = Strafminuten; Fett: Saisonbestwert
| Spieler         | Team                  | GP | G  | A  | Pts | PIM |
| --------------- | --------------------- | -- | -- | -- | --- | --- |
| Les Douglas     | Indianapolis Capitals | 62 | 44 | 46 | 90  | 35  |
| Norm Larson     | New Haven / Hershey   | 64 | 36 | 53 | 89  | 20  |
| Tom Burlington  | Cleveland Barons      | 59 | 36 | 46 | 82  | 14  |
| Pete Leswick    | Indianapolis Capitals | 61 | 29 | 52 | 81  | 10  |
| Louis Trudel    | Cleveland Barons      | 61 | 33 | 46 | 79  | 24  |
| Joe Bell        | New Haven / Hershey   | 62 | 46 | 31 | 77  | 26  |
| Les Cunningham  | Cleveland Barons      | 62 | 33 | 44 | 77  | 10  |
| Maurice Rimstad | St. Louis Flyers      | 62 | 34 | 43 | 77  | 15  |
| Wally Wilson    | Pittsburgh Hornets    | 57 | 34 | 41 | 75  | 32  |
| Gino Rozzini    | Hershey Bears         | 56 | 31 | 40 | 71  | 63  |

## Calder-Cup-Playoffs

### Modus
Für die Play-offs qualifizierten sich die sechs besten Mannschaften der American Hockey League. In der ersten Play-off-Runde traf jeweils der Erste der Eastern Division auf den Ersten der Western Division, der Zweite der Eastern Division auf den Zweiten der Western Division, sowie der Dritte der Eastern Division auf den Dritten der Western Division. Die beiden Sieger aus den Duellen der Mannschaften auf den Plätzen zwei und drei trafen daraufhin in der zweiten Runde aufeinander, während der Gewinner aus dem Duell der beiden Divisionsgewinner durch ein Freilos automatisch für das Finale qualifiziert war. Die ersten beiden Play-off-Runden fanden im Modus Best-of-Three statt, wobei die beiden Divisionsgewinner im Modus Best-of-Seven um die Finalteilnahme spielten. Das Finale selbst wurde ebenfalls im Modus Best-of-Seven ausgespielt.

### Play-off-Übersicht

#### Erste Runde
- (E1) Buffalo Bisons – (W1) Indianapolis Capitals 4:1
- (W2) Pittsburgh Hornets – (E2) Hershey Bears 2:1
- (W3) Cleveland Barons – (E3) Providence Reds 2:0

#### Zweite Runde
- (E1) Freilos für die Buffalo Bisons
- (W3) Cleveland Barons – (W2) Pittsburgh Hornets 2:1

#### Finale
- (E1) Buffalo Bisons – (W3) Cleveland Barons 4:3

## Vergebene Trophäen

### Mannschaftstrophäen
| Auszeichnung                                                            | Team                  |
| ----------------------------------------------------------------------- | --------------------- |
| Calder Cup Gewinner der AHL-Playoffs                                    | Buffalo Bisons        |
| F. G. „Teddy“ Oke Trophy Bestes Team der West Division, reguläre Saison | Indianapolis Capitals |